# Топаз (ядерная энергетическая установка)
Топаз, ТЭУ-5 «Тополь» — ядерная энергетическая установка, производившаяся НПО Красная звезда с 1987 года на основе научной части ФЭИ.

## История
Работы над «Топазом» начались в 1960 годах. Технологию термоэмиссионного преобразования опробовали на АЭС в Обнинске. Были применены все новейшие разработки того времени и физическое профилирование, при котором мощность каждого ТВЭЛа была одинакова, а также электротехническое профилирование, при котором температура электрогенерирующих элементов по длине канала оставалась неизменной. Наземные испытания были начаты в 1970 году, в ФЭИ на специальном стенде в вакуумной камере. Камера из алюминиевого сплава высотой с 3-этажный дом располагалась в бетонном колодце глубиной 14 метров. С 1970 по 1984 в ней было произведено 7 испытаний прототипов установок. Испытания длились от 30-60 дней до 208−306 дней. Первая установка мощностью 6.6 кВт выведена на орбиту 2 февраля 1987 года в составе спутника разведчика Космос-1818, изготовленного КБ Арсенал. Установка проработала около 6 месяцев до исчерпания запасов цезия. Вторая установка «Топаз» вышла в космос 10 июля 1987 года на орбиту 813/797 км и отработала около 11 месяцев.
Специалисты-разработчики (НПО «Красная Звезда») — М. Е. Федотов, Е. Е. Жаботинский, В. В. Лапшов, М. М. Маркович, Ю. Л. Труханов, П. В. Андреев, М. С. Вольберг, А. В. Бушинский, Л. С. Коробков, А. С. Воробьев, И. П. Богуш, Б. С. Сазонкин, А. Н. Макаров, В. К. Молчанов, В. В. Кашелкин, А. С. Филимоненко, В. С. Николаев, Б. М. Вошедченко, А. Н. Макаров, В. А. Матвеев, В. Г. Сидоров, Б. В. Сливкин и другие, главный конструктор - В. И. Сербин.

## Устройство
В качестве топлива для реактора служил диоксид урана-235 с 90 % обогащением и бериллиевым отражателем, теплоносителем являлся калий-натриевый расплав. Реактор имел тепловую мощность 150 кВт, количество урана в реакторе составляло 11,5 кг. Использовался термоэмиссионный преобразователь тепловой энергии в электрическую, с выходной мощностью преобразователя от 5 до 6,6 кВт. Расчётное время работы составляло один год, второй спутник «Космос-1867» с установкой проработал более 11 месяцев. Преобразование тепловой ядерной энергии в электрическую шло напрямую без парогенераторов или турбин. В качестве теплоносителя использовался натрий-калиевый состав, который прокачивался электромагнитными насосами, питаемыми своим же током. Сброс тепла производился излучением. Было принято решение использовать жидкий метал калий-натрий, так как воду применить было нельзя, а газ тогда использовать было невозможно, нужен был компрессор с мотором, требующим энергию, поэтому был выбран натрий с высокой температурой плавления в 373 K. Реактор содержал 37 ТВЭЛов размером 140 миллиметров. Один ТВЭЛ состоял из трех уран-молибденовых блоков. Активная зона имела размер диаметром 28 см и длиной 36,4 см. В активной зоне находилось 79 электрогенерирующих каналов.

## Применение
Ядерная энергетическая установка «Топаз» использовалась на разведывательных спутниках военного назначения «Космос-1867» и «Космос-1818» по программе «Легенда».